# Oja (rzeka)
Oja (ros. Оя) – rzeka w Rosji, w Kraju Krasnojarskim, prawy dopływ Jeniseju.
Długość rzeki wynosi 254 km. Powierzchnia dorzecza obejmuje 5300 km². Zamarza w październiku i pozostaje pokryta lodem do maja. Zasilana jest głównie z topniejącego śniegu i letnich deszczów. Wpada do rzeki Jenisej w odległości 2948 km od ujścia.